# Comuna Koșiv, Tetiiv
Koșiv (în ucraineană Кошів) este o comună în raionul Tetiiv, regiunea Kiev, Ucraina, formată din satele Koșiv (reședința) și Pohrebî.

## Demografie
Componența lingvistică a comunei Koșiv
     Ucraineană (99,24%)
     Alte limbi (0,76%)
Conform recensământului din 2001, majoritatea populației comunei Koșiv era vorbitoare de ucraineană (99,24%), existând în minoritate și vorbitori de alte limbi.